# Comptonatus
Comptonatus — рід орнітоподих динозаврів ранньої крейдяної епохи. Його залишки відомі з формації Вессекс в Англії. Тип і єдиний вид — C. chasei.

## Відкриття та найменування
Голотипний зразок, IWCMS 2014.80, був розкопаний у вересні-жовтні 2013 року неподалік від того місця, де попереднього року було знайдено зразок вальдозавра. Це найповніший орнітоподий динозавр, знайдений на острові Вайт з часів Мантеллізавра в 1914 році.
Comptonatus був описаний як новий рід і вид ігуанодонтових динозаврів у 2024 році. Загальна назва, Comptonatus, поєднує назву місцезнаходження Compton з латинським tonatus, що означає «громовитий», і має передбачуване значення «громовержець Комптона», з посиланням на місце його відкриття та великі розміри. Видова назва, chasei, на честь покійного Ніка Чейза, який отримав нагороду Мері Еннінг від Палеонтологічної асоціації у 2018 році та виявив зразок.

## Палеосередовище
Comptonatus — один із багатьох ігуанодонтів, відомих на острові Вайт, на відміну від ігуанодона, брайстонуса та мантеллізавра. Формація Вессекс мала теплий і напівпосушливий середземноморський клімат, сформований на алювіальних меандрових рівнинах. Ліси на підвищенні на північ від заплави складалися з Pinophyta, Ginkgophyta, Pteridophyta, Cycadophyta. Поширеними явищами були лісові пожежі та повені, що призводило до утворення рослинних залишків.